# Massakren i Jonestown
Massakren i Jonestown skete den 18. november 1978, hvor Jim Jones, der var leder af sekten Peoples' Temple, fik over 900 mennesker til at begå masseselvmord i Jonestown i Guyana. Flertallet i Jonestown døde som følge af at have drukket en frugtdrik med cyanid og sovepiller. Nogen drak det frivilligt, imens andre, specielt børn blev tvunget til at drikke det. Meget få mennesker slap derfra med livet i behold.